# John Howard Redfield
John Howard Redfield, född 10 juli 1815 i Middletown, Connecticut, död 27 februari 1895, var en amerikansk botaniker, conchyliolog och affärsman.
Auktorsnamnet Redfield kan användas för John Howard Redfield i samband med ett vetenskapligt namn inom botaniken; se Wikipediaartiklar som länkar till auktorsnamnet.